# Japonska leta po gregorijanskem koledarju
Japonska časovna obdobja po gregorijanskem koledarju (letnica označuje začetek vladavine določenega cesarja, kar pomeni novo japonsko obdobje, zapisano levo od števila).
- leto - japonsko ime - obdobje

- 645 - 大化 - obdobje Taika
- 650 - 白雉 - obdobje Hakuchi
- 686 - 朱鳥 - obdobje Shuchou
- 701 - 大宝 - obdobje Taihou
- 704 - 慶雲 - obdobje Keiun
- 708 - 和銅 - obdobje Wadou
- 710 - 奈良時代 - obdobje Nara
- 715 - 霊亀 - obdobje Reiki
- 717 - 養老 - obdobje Yourou
- 724 - 神亀 - obdobje Jinki
- 729 - 天平 - obdobje Tenpyou
- 749 - 天平感宝 - obdobje Tenpyou-kanpou
- 749 - 天平勝宝 - obdobje Tenpyou-shouhou
- 757 - 天平宝字 - obdobje Tenpyou-houji
- 765 - 天平神護 - obdobje Tenpyou-jingo
- 767 - 神護景雲 - obdobje Jingo-keiun
- 770 - 宝亀 - obdobje Houki
- 781 - 天応 - obdobje Ten'ou
- 782 - 延暦 - obdobje Enryaku
- 794 - 平安時代 - obdobje Heian
- 806 - 大同 - obdobje Daidou
- 810 - 弘仁 - obdobje Kounin
- 824 - 天長 - obdobje Tenchou
- 834 - 承和 - obdobje Shouwa
- 848 - 嘉祥 - obdobje Kajou
- 851 - 仁寿 - obdobje Ninju
- 854 - 斉衡 - obdobje Saikou
- 857 - 天安 - obdobje Tennan
- 859 - 貞観 - obdobje Jougan
- 877 - 元慶 - obdobje Genkei
- 885 - 仁和 - obdobje Ninna
- 889 - 寛平 - obdobje Kanpyou
- 898 - 昌泰 - obdobje Shoutai
- 901 - 延喜 - obdobje Engi
- 923 - 延長 - obdobje Enchou
- 931 - 承平 - obdobje Shouhei
- 938 - 天慶 - obdobje Tengyou
- 947 - 天暦 - obdobje Tenryaku
- 957 - 天徳 - obdobje Tentoku
- 961 - 応和 - obdobje Ouwa
- 964 - 康保 - obdobje Kouhou
- 968 - 安和 - obdobje Anna
- 970 - 天禄 - obdobje Tenroku
- 973 - 天延 - obdobje Ten'en
- 976-  貞元 - obdobje Jougen
- 978 - 天元 - obdobje Tengen
- 983 - 永観 - obdobje Eikan
- 985 - 寛和 - obdobje Kanna
- 987 - 永延 - obdobje Eien
- 988 - 永祚 - obdobje Eiso
- 990 - 正暦 - obdobje Shouryaku
- 995 - 長徳 - obdobje Choutoku
- 999 - 長保 - obdobje Chouhou
- 1004 - 寛弘 - obdobje Kankou
- 1012 - 長和 - obdobje Chouwa
- 1017 - 寛仁 - obdobje Kannin
- 1021 - 治安 - obdobje Jian
- 1024 - 万寿 - obdobje Manju
- 1028 - 長元 - obdobje Chougen
- 1037 - 長暦 - obdobje Chouryaku
- 1040 - 長久 - obdobje Choukyuu
- 1044 - 寛徳 - obdobje Kantoku
- 1046 - 永承 - obdobje Eishou
- 1053 - 天喜 - obdobje Tengi
- 1058 - 康平 - obdobje Kouhei
- 1065 - 治暦 - obdobje Jiryaku
- 1069 - 延久 - obdobje Enkyuu
- 1074 - 承保 - obdobje Jouhou
- 1077 - 承暦 - obdobje Shouryaku
- 1081 - 永保 - obdobje Eihou
- 1084 - 応徳 - obdobje Outoku
- 1087 - 寛治 - obdobje Kanji
- 1094 - 嘉保 - obdobje Kahou
- 1096 - 永長 - obdobje Eichou
- 1097 - 承徳 - obdobje Joutoku
- 1099 - 康和 - obdobje Kouwa
- 1104 - 長治 - obdobje Chouji
- 1106 - 嘉承 - obdobje Kajou
- 1108 - 天仁 - obdobje Tennin
- 1110 - 天永 - obdobje Ten'ei
- 1113 - 永久 - obdobje Eikyuu
- 1118 - 元永 - obdobje Gen'ei
- 1120 - 保安 - obdobje Houan
- 1124 - 天治 - obdobje Tenji
- 1126 - 大治 - obdobje Daiji
- 1131 - 天承 - obdobje Tenshou
- 1132 - 長承 - obdobje Choushou
- 1135 - 保延 - obdobje Houen
- 1141 - 永治 - obdobje Eiji
- 1142 - 康治 - obdobje Kouji
- 1144 - 天養 - obdobje Ten'you
- 1145 - 久安 - obdobje Kyuuan
- 1151 - 仁平 - obdobje Ninpei
- 1154 - 久寿 - obdobje Kyuuju
- 1156 - 保元 - obdobje Hougen
- 1159 - 平治 - obdobje Heiji
- 1160 - 永暦 - obdobje Eiryaku
- 1161 - 応保 - obdobje Ouhou
- 1163 - 長寛 - obdobje Choukan
- 1165 - 永万 - obdobje Eiman
- 1166 - 仁安 - obdobje Ninnan
- 1169 - 嘉応 - obdobje Kaou
- 1171 - 承安 - obdobje Shouan
- 1175 - 安元 - obdobje Angen
- 1177 - 治承 - obdobje Jishou
- 1181 - 養和 - obdobje Youwa
- 1182 - 寿永 - obdobje Juei
- 1184 - 元暦 - obdobje Genryaku
- 1185 - 文治 - obdobje Bunji
- 1190 - 建久 - obdobje Kenkyuu
- 1199 - 正治 - obdobje Shouji
- 1201 - 建仁 - obdobje Kennin
- 1204 - 元久 - obdobje Genkyuu
- 1206 - 建永 - obdobje Ken'ei
- 1207 - 承元 - obdobje Jougen
- 1211 - 建暦 - obdobje Kenryaku
- 1213 - 建保 - obdobje Kempou
- 1219 - 承久 - obdobje Joukyuu
- 1222 - 貞応 - obdobje Jouou
- 1224 - 元仁 - obdobje Gennin
- 1225 - 嘉禄 - obdobje Karoku
- 1227 - 安貞 - obdobje Antei
- 1229 - 寛喜 - obdobje Kanki
- 1232 - 貞永 - obdobje Jouei
- 1233 - 天福 - obdobje Tenpuku
- 1234 - 文暦 - obdobje Benryaku
- 1235 - 嘉禎 - obdobje Katei
- 1238 - 暦仁 - obdobje Ryakunin
- 1239 - 延応 - obdobje En'ou
- 1240 - 仁治 - obdobje Ninji
- 1243 - 寛元 - obdobje Kangen
- 1247 - 宝治 - obdobje Houji
- 1249 - 建長 - obdobje Kenchou
- 1256 - 康元 - obdobje Kougen
- 1257 - 正嘉 - obdobje Shouka
- 1259 - 正元 - obdobje Shougen
- 1260 - 文応 - obdobje Bun'ou
- 1261 - 弘長 - obdobje Kouchou
- 1264 - 文永 - obdobje Bun'ei
- 1275 - 建治 - obdobje Kenji
- 1278 - 弘安 - obdobje Kouan
- 1288 - 正応 - obdobje Shouou
- 1293 - 永仁 - obdobje Einin
- 1299 - 正安 - obdobje Shouan
- 1302 - 乾元 - obdobje Kengen
- 1303 - 嘉元 - obdobje Kagen
- 1306 - 徳治 - obdobje Tokuji
- 1308 - 延慶 - obdobje Enkyou
- 1311 - 応長 - obdobje Ouchou
- 1312 - 正和 - obdobje Shouwa
- 1317 - 文保 - obdobje Bunpou
- 1319 - 元応 - obdobje Gen'ou
- 1321 - 元亨 - obdobje Genkou
- 1324 - 正中 - obdobje Shouchuu
- 1326 - 嘉暦 - obdobje Karyaku
- 1329 - 元徳 - obdobje Gentoku
- 1331 - 元弘 - obdobje Genkou
- 1334 - 建武 - obdobje Kenmu
- 1336 - 延元 - obdobje Engen
- 1340 - 興国 - obdobje Koukoku
- 1346 - 正平 - obdobje Shouhei
- 1370 - 建徳 - obdobje Kentoku
- 1372 - 文中 - obdobje Bunchuu
- 1375 - 天授 - obdobje Tenju
- 1381 - 弘和 - obdobje Kouwa
- 1384 - 元中 - obdobje Genchuu
- 1390 - 明徳 - obdobje Meitoku
- 1394 - 応永 - obdobje Ouei
- 1428 - 正長 - obdobje Shouchou
- 1429 - 永享 - obdobje Eikyou
- 1441 - 嘉吉 - obdobje Kakitsu
- 1444 - 文安 - obdobje Bunnan
- 1449 - 宝徳 - obdobje Houtoku
- 1452 - 享徳 - obdobje Kyoutoku
- 1455 - 康正 - obdobje Koushou
- 1457 - 長禄 - obdobje Chouroku
- 1460 - 寛正 - obdobje Kanshou
- 1466 - 文正 - obdobje Bunshou
- 1467 - 応仁 - obdobje Ounin
- 1469 - 文明 - obdobje Bunmei
- 1487 - 長享 - obdobje Choukyou
- 1489 - 延徳 - obdobje Entoku
- 1492 - 明応 - obdobje Meiou
- 1501 - 文亀 - obdobje Bunki
- 1504 - 永正 - obdobje Eishou
- 1521 - 大永 - obdobje Daiei
- 1528 - 享禄 - obdobje Kyouroku
- 1532 - 天文 - obdobje Tenmon
- 1555 - 弘治 - obdobje Kouji
- 1558 - 永禄 - obdobje Eiroku
- 1570 - 元亀 - obdobje Genki
- 1573 - 天正 - obdobje Tenshou
- 1592 - 文禄 - obdobje Bunroku
- 1596 - 慶長 - obdobje Keichou
- 1600 - 江戸時代 - obdobje Edo
- 1615 - 元和 - obdobje Genna
- 1624 - 寛永 - obdobje Kan'ei
- 1644 - 正保 - obdobje Shouhou
- 1648 - 慶安 - obdobje Keian
- 1652 - 承応 - obdobje Jouou
- 1655 - 明暦 - obdobje Meireki
- 1658 - 万治 - obdobje Manji
- 1661 - 寛文 - obdobje Kanbun
- 1673 - 延宝 - obdobje Enpou
- 1681 - 天和 - obdobje Tenna
- 1684 - 貞享 - obdobje Joukyou
- 1688 - 元禄 - obdobje Genroku
- 1704 - 宝永 - obdobje Houei
- 1711 - 正徳 - obdobje Shoutoku
- 1716 - 享保 - obdobje Kyouhou
- 1736 - 元文 - obdobje Genbun
- 1741 - 寛保 - obdobje Kanpou
- 1744 - 延享 - obdobje Enkyou
- 1748 - 寛延 - obdobje Kan'en
- 1751 - 宝暦 - obdobje Houreki
- 1764 - 明和 - obdobje Meiwa
- 1772 - 安永 - obdobje An'ei
- 1781 - 天明 - obdobje Tenmei
- 1789 - 寛政 - obdobje Kansei
- 1801 - 享和 - obdobje Kyouwa
- 1804 - 文化 - obdobje Bunka
- 1818 - 文政 - obdobje Bunsei
- 1830 - 天保 - obdobje Tenpou
- 1844 - 弘化 - obdobje Kouka
- 1848 - 嘉永 - obdobje Kaei
- 1854 - 安政 - obdobje Ansei
- 1860 - 万延 - obdobje Man'en
- 1861 - 文久 - obdobje Bunkyu
- 1864 - 元治 - obdobje Genji
- 1865 - 慶応 - obdobje Keio
- 1868 - 明治 - obdobje Meidži - cesar Mucuhito
- 1912 - 大正 - obdobje Taisho - cesar Taisho
- 1926 - 昭和 - obdobje Šova - cesar Hirohito
- 1989 - 平成 - obdobje Heisei - cesar Akihito
- 2019 - 令和 - obdobje Reiva - cesar Naruhito